# Wagowa
Wagowa – część wsi Białogarda w Polsce, położona w województwie pomorskim, w powiecie lęborskim, w gminie Wicko.
W latach 1975–1998 Wagowa położona była w województwie słupskim.